# Marlow Bottom
Marlow Bottom è un villaggio e parrocchia civile dell'Inghilterra, appartenente alla contea del Buckinghamshire.